# Модуль памяти

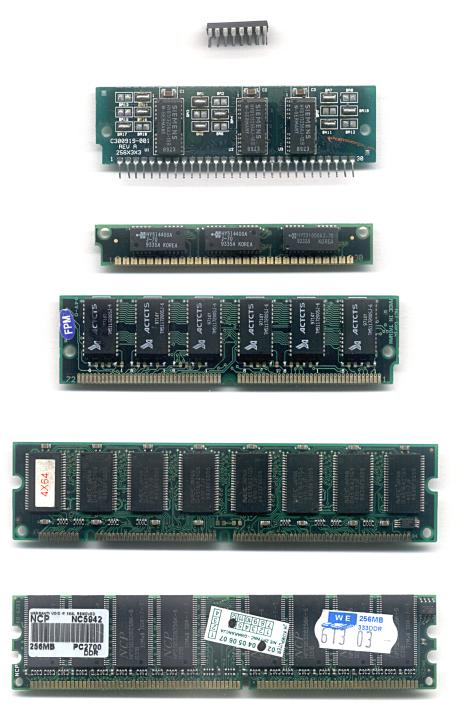
Эволюционное развитие конструкции модулей памяти, используемые в качестве ОЗУ компьютера. Сверху вниз: DIP, SIPP, SIMM 30 pin, SIMM 72 pin, DIMM, DDR DIMM

Небольшая печатная плата, на которой размещены микросхемы запоминающего устройства (DRAM), обычно ОЗУ.
В зависимости от форм-фактора выводы могут
- реализовываться в виде штырьков (DIP, SIPP)
- располагаться в виде дорожек, подходящих к краю ножевого разъёма с одной стороны платы (SIMM), либо двух — DIMM.

Модуль памяти и, соответственно, разъем для установки модуля памяти в области подключения, имеют размер 133,35 мм (5¼").
Для корректной установки модуля памяти необходимо: 1) выбрать модуль подходящего типа и 2) правильным способом его ориентировать. 
Для защиты от неправильной ориентации модуля в разъёме служат:
- «ключ» — особая выемка в группе контактов, механически препятствующая установке модуля неподходящего поколения в конкретно взятый разъём.
- защёлки на разъёме, плотно фиксирующие модуль в разъёме — при правильной установке модуля в разъем с последующей фиксацией защёлок должен раздаться характерный щелчок.

Кроме того, размер и положение ключа-выемки могут кодировать дополнительные особенности модуля: отличающиеся от основной массы модулей напряжение питания, наличие схем ECC.

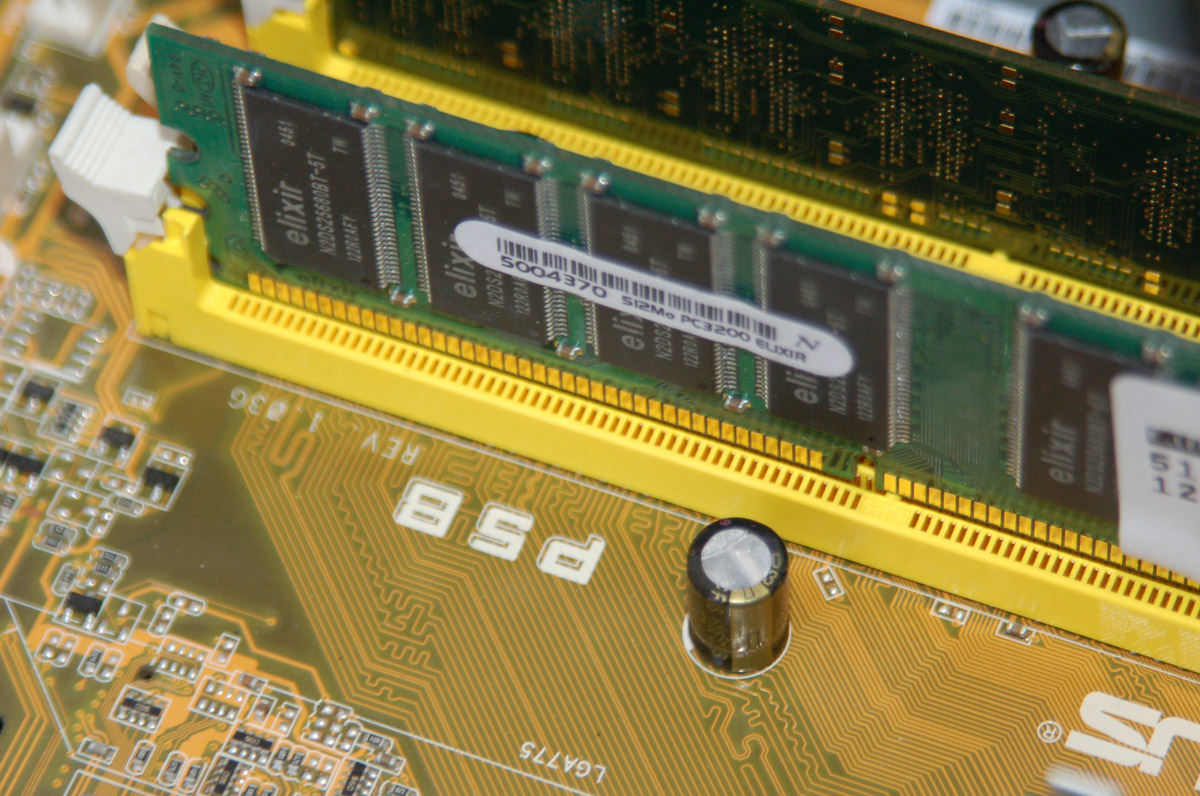
Ключ-выемка на модуле и защёлки на разъёме препятствуют некорректной установке модуля памяти.
В различных „поколениях“ и видах DDR, ключ-выемка находится в другом месте разъёма.
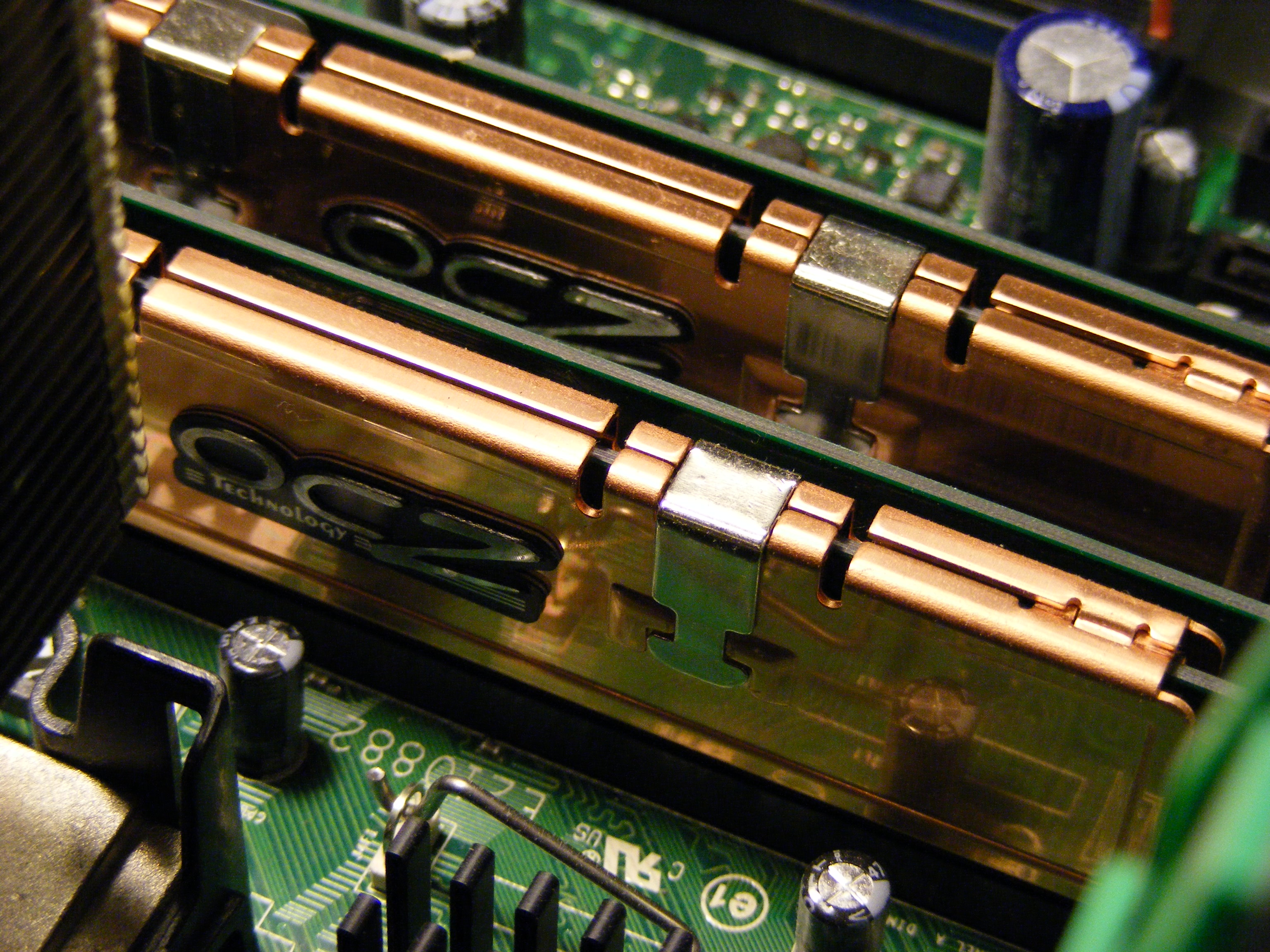
При необходимости, модули оснащаются индивидуальными радиаторами охлаждения.
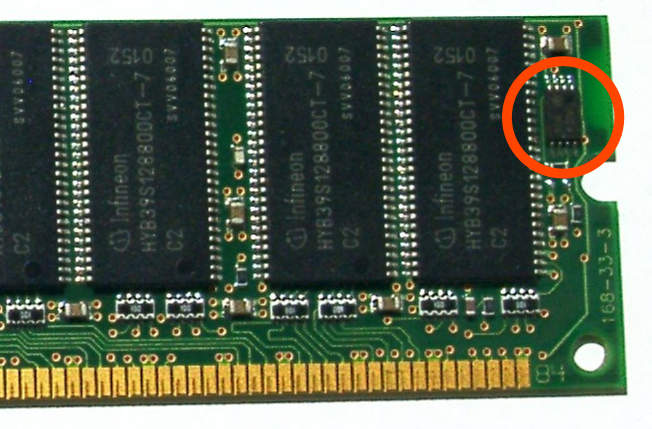
Информация о параметрах микросхем модуля памяти записывается в SPD — Serial presence detect[англ.]